# União das Freguesias de Morreira e Trandeiras
Die União das Freguesias de Morreira e Trandeiras ist eine portugiesische Gemeinde (Freguesia) im Kreis (Concelho) Braga, Distrikt Braga, im Nordwesten Portugals.

## Geschichte
Die Gemeinde entstand im Zuge der Gebietsreform vom 29. September 2013 durch die Zusammenlegung der ehemaligen Gemeinden Morreira und Trandeiras.
Morreira wurde Sitz der neuen Verwaltung.

## Demographie

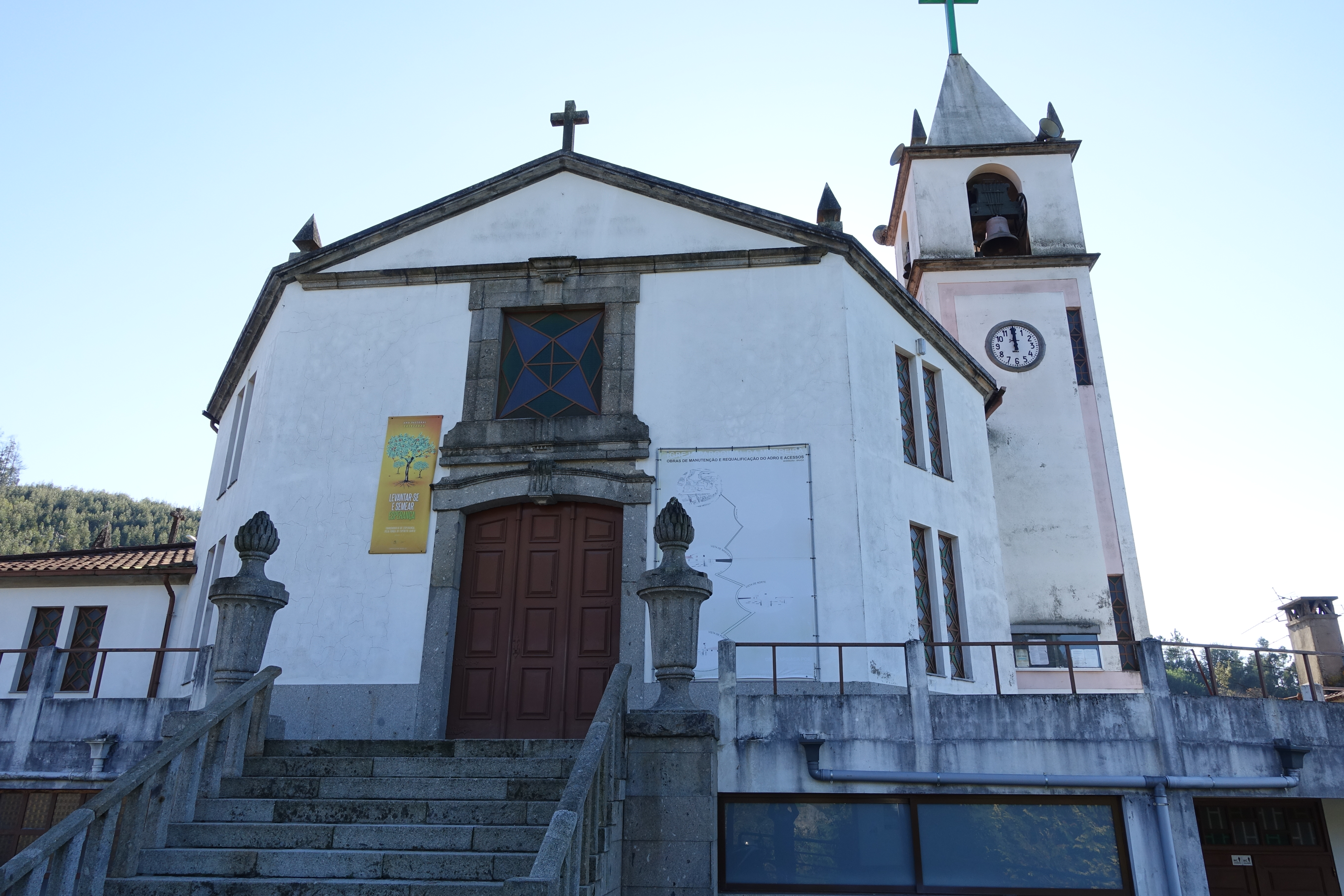
Pfarrkirche von Morreira

| Freguesia | Freguesia             | Freguesia | Freguesia       | ehemalige Freguesias | ehemalige Freguesias | ehemalige Freguesias | ehemalige Freguesias |
| --------- | --------------------- | --------- | --------------- | -------------------- | -------------------- | -------------------- | -------------------- |
| Wappen    | Freguesia             | Einwohner | Fläche in (km²) | Wappen               | Freguesia            | Einwohner            | Fläche in (km²)      |
|           | Morreira e Trandeiras | 1364      | 4,54            |                      | Morreira             | 747                  | 3,6                  |
|           | Morreira e Trandeiras | 1364      | 4,54            | Trandeiras           | 700                  | 0,94                 |                      |